# Shathra
Shathra è un personaggio dei fumetti Marvel Comics, potente antagonista soprannaturale dell'Uomo Ragno.

## Biografia del personaggio
Shathra è un abitante del Piano Astrale. 
Seppe dell'esistenza di Spider-Man quando il Dottor Strange lo inviò sul Piano Astrale per cercare un rapitore inter-dimensionale conosciuta come L'Ombra. Shathra realizzò immediatamente la vera natura di Peter e decise che sarebbe stato un pasto perfetto per la sua progenie
La vespa-ragno lo seguì sulla Terra e lo assalì mostrandosi chiaramente superiore in velocità e forza, tanto da portare Spidey alla fuga.
La vespa decise allora di cambiare tattica e assunse forma umana con il nome di "Sharon Keller". Fingendosi un'amante respinta di Spider-Man, andò TV per umiliarlo . Spinto da Mary Jane Watson Peter Parker irruppe nello studio televisivo e assalì Sharon Keller che ritornata al suo vero aspetto lo sconfisse nuovamente.
Spider-Man riuscì  a malapena a fuggire per essere poi salvato da Ezekiel Sims, che lo portò a un tempio in Ghana e lo aiutò a creare una trappola per Shathra. In questo nuovo scontro Spider-man riuscì a combattere senza farsi prendere dalla paura o dalla rabbia, finché improvvisamente la trappola scattò e Shathra fu aggredita e ricoperta da un gran numero di piccoli ragni che la fecero cadere in un pozzo dove, secondo Ezekiel, Shathra sarebbe stata divorata.

### Nella tomba
Anni dopo, Madame Web mandò una lettera a Kaine all'epoca residente a Houston dicendogli di fuggire dalla città scrivendogli in codice che Shathra stava arrivando, ma il clone di Peter non lesse mai il messaggio. Shathra assunse l'aspetto della fidanzata di Kaine Annabelle Adams e tentò di divorarlo. Kaine però trasformandosi nell'Altro, riuscì a sconfiggerla. Non si sa se sia sopravvissuta o meno al suo scontro con il Ragno Rosso.

## Poteri e abilità
Shathra possiede vari attributi totemici alcuni simili a quelli di Spider-Man, ma di livello superiore ai suoi essendo il suo predatore naturale.
Capacità fisiche: le capacità fisiche di Shathra sono tutte superiori a quelle di Spider-Man. È più forte, più veloce e più resistente.
Super olfatto: Shathra possiede un senso dell'olfatto sovrumano. Ha dimostrato di poter seguire Spider-Man attraverso l'odore e a distanza di continenti e dimensioni. Non è noto se può monitorare altri individui in questo stesso modo o solo Spider-Man, a causa del collegamento totemico tra i due. 
Volo: Shathra, essendo l'incarnazione della vespa-ragno, possiede un paio d'ali. La velocità massima che può raggiungere con queste non è nota.
Mutaforma: Shathra può trasformare il suo aspetto in quello di una normale donna umana. 
Teletrasporto interdimensionale: Shatrha è in grado di generare varchi attraverso lo spazio e anche attraverso le dimensioni, come ad esempio dal Piano Astrale alla Terra. 
Artigli e pungiglioni: Shathra possiede artigli affilati che, combinati con la sua grande forza, sono in grado di tagliare i materiali più vari, tra cui carne, ossa, pietra, e alcuni tipi di metalli. Può anche sparare pungiglioni intrisi di veleno paralizzante che, ad alte dosi, può uccidere un uomo.
Shathra è inoltre un'abilissima combattente corpo a corpo anche se non ha avuto alcuna formazione.